# Yamakita
Yamakita (山北町, Yamakita-machi) est un bourg du district d'Ashigarakami, dans la préfecture de Kanagawa au Japon.

## Géographie

### Situation
Yamakita est situé dans la partie montagneuse ouest de la préfecture de Kanagawa, à environ 50 kilomètres à l'ouest de Yokohama. 

### Municipalités limitrophes
| Dōshi      | Dōshi          | Sagamihara       |
| Yamanakako | Yamakita       | Kiyokawa, Hadano |
| Oyama      | Minamiashigara | Matsuda, Kaisei  |

### Démographie
Au 1er juillet 2024, Yamakita avait une population de 9 339 habitants, répartis sur une superficie de 224,6 km2.

### Hydrographie
Le lac Tanzawa est situé dans le centre du territoire du bourg.

## Histoire
Le village moderne de Kawa est créé le 1er avril 1889. Il obtient le statut de bourg le 1er avril 1933 et se renomme Yamakita.

## Transports
Yamakita est desservi par la ligne Gotemba de la JR Central.